# Ezrom Legae
Ezrom Kgobonyane Sebata Legae (* 1. Juni 1938 in Vrededorp, Johannesburg, Transvaal; † Januar 1999 in Soweto) war ein südafrikanischer Bildhauer und Maler, dessen Werke einen kritischen sozialen Kommentar zum Leben unter der Apartheid darstellen.

## Leben
Ezrom Legae wurde 1938 in Vrededorp geboren. Er besuchte die St. Cyprians und die Madibane High School. Im Jahr 1959 studierte Legae am Polly Street Art Centre, einem der ersten Orte, an dem Künstler aus verschiedenen Bereichen unter einem Dach zusammenkamen. In den 1950er Jahren wurde es zur Wiege der ersten professionellen afrikanischen Künstler, die sich in ihrer Kunst vor allem mit den sozialen Verhältnissen in ihren segregierten Wohngebieten auseinandersetzten. Ezrom Legae studierte von 1960 bis 1964 bei Cecil Skotnes und Sydney Kumalo am Jubilee Art Centre. Er wurde 1965 Dozent am Jubilee Art Centre, als er die Stelle von Kumalo als Assistent von Skotnes übernahm. Cecil Skotnes gründete 1961 zusammen mit Egon Guenter die Amadlozi Group (die bis 1964 bestand). Ezrom Legae war ebenso Mitglied wie Giuseppe Cattaneo, Cecily Sash, Sydney Kumalo und Edoardo Villa.
Er erhielt ein Stipendium des US-SA Leadership Development Programme (USSALEP) und reiste 1970 nach Europa und in die USA. 1972 erhielt er ein Stipendium des Merit Grant Fund, USA. Von 1972 bis 1974 war er Direktor des Kunstprojekts der African Music and Drama Association. Von Mitte der 1970er Jahre bis zu seinem Tod im Januar 1999 lebte Legae mit seiner Familie in Soweto, Johannesburg, und arbeitete hauptberuflich als Künstler. Ezrom Legae ist vor allem für seine eindringlichen visuellen Kommentare zum Pathos und zur Erniedrigung der Apartheid bekannt – eine Kritik, die er auf das Fortbestehen von Armut und Rassismus in den Jahren nach der Apartheid ausweitete. Er war ein hervorragender Maler und Bildhauer von Figuren, Köpfen und Tieren und arbeitete in Öl, Conté-Kreide, Bronze, Ton und Mischtechniken.
Ezrom Legae gibt zu, dass er stark von Cecil Skotnes und Sydney Kumalo beeinflusst wurde, was sich in seiner Kunst widerspiegelt. Diese beiden Lehrer führten ihn in die Erforschung verschiedener Medien ein und leiteten ihn an. Weitere wesentliche Einflussfaktoren für den Künstler waren seine Auslandserfahrungen sowie seine Identifikation mit der menschlichen Situation im Allgemeinen und der seines eigenen Volkes im Besonderen.

## Ausstellungen (Auswahl)
- 1966: Einzelausstellung, Egon Guenther Gallery, Johannesburg; South Africa Breweries Prize Exhibition; Republic Festival Art Exhibition, Pretoria.
- 1967: Art South Africa Today, Durban Art Museum.
- 1968: Transvaal Academy, Johannesburg.
- 1971: South Africa Graphic Art, Holland und Belgien.
- 1972: Republic Festival art exhibition, Pretoria.
- 1974: African Art, National Arts Society, Johannesburg; Contemporary African Art, United States Information Services, Johannesburg.
- 1977: World Wilderness Congress, Johannesburg.
- 1978: Solo exhibition, Chicken Series, Goodman Gallery, Johannesburg.
- 1979: Contemporary African Art in South Africa; Valparaiso Biennale, Chile.
- 1980: Sculpture 80, University of South Africa, Pretoria.
- 1981: Black Art Today, Jabulani Standard Bank, Soweto.
- 1982–1983: Kunst aus Südafrika, Wanderausstellung in West-Deutschland.
- 1985: Tributaries, Africana Museum, Johannesburg, Wanderausstellung Südafrika und West-Deutschland; Group Show with Cecil Skotnes, Sydney Kumalo and Eduardo Villa, Goodman Gallery, Johannesburg; Amadlozi Ausstellung, New York, USA.
- 1986/1987: Johannesburg Art and Artists: Selections from a Century, Johannesburg Art Gallery.

## Öffentliche Sammlungen
- Durban Art Museum; Johannesburg Art Gallery; Pretoria Art Museum; Iziko South African National Gallery, Kapstadt; De Beers Centenary Art Gallery, University of Fort Hare, Alice; Tatham Art Gallery, Pietermaritzburg; UNISA Art Gallery, Pretoria; Pelmama Collection; William Humphreys Art Gallery, Kimberley; University of the Witwatersrand, Johannesburg.